# Opisthopatus roseus
Opisthopatus roseus är en klomaskart som beskrevs av Lawrence 1947. Opisthopatus roseus ingår i släktet Opisthopatus och familjen Peripatopsidae. IUCN kategoriserar arten globalt som akut hotad. Inga underarter finns listade i Catalogue of Life.